# Idioma kambiwá
El kambiwá o  cambioá es una lengua indígena actualmente extinta y hablada hasta el siglo XX por los kambiwás del estado brasileño de Pernambuco. Desde el punto de vista es una lengua no clasificada, debido a la escasez de datos conocidos sobre dicha lengua.

## Aspectos históricos, sociales y culturales

### Historia de la lengua
Los kambiwás ocupaban en otro tiempo las inmediaciones de Serra Negra, pero fueron desplazadso de allí por la presión de los colonos blancos hacia otras regiones de Pernambuco. Serra Negra está a medio camino Ibimirim y Petrolândia, a unos 15 km de la carretera. La actual reserva biológica de Serra Negra es todavía para los kambiwá considerado territorio sagrado.

### Distribución geográfica
Actualmente unas 200 familias descendientes de los kambiwá viven dispersos por la región central de Pernambuco. La mayor concentración de descendientes de kambiwás, agrupa a unas veinte familias que residen en São Serafim, cerca de Serra Talhada.
Los Kambiwá viven actualmente en condiciones muy precarias, sin ninguna ayuda del Servicio de Protección a los Indios.  se han trasladado a Negro Montaña de los colonos que se postuló para la región

## Descripción lingüística
Dos hombres que viven en Barreira, a 5 millas Petrolândia, Manoel de Souza y Tenoro, fueron entrevistados en la década de 1960 y fueron capaces de recordar algunas pocas palabras de la lengua (sólo se conocen 26 palabras recordadas por estos dos informantes). Aunque tanto ellos como el resto de la comunidad usa ahora exclusivamente el portugués.

### Clasificación
Dos palabras (un 8% del total) guardan parecido con el tupí-guaraní, aunque esto puede atribuirse muy probablemente al contacto lingüístico, según Meader (1978) más que un parentesco filogenético el tupí-guaraní. Loukotka (1968) colocó al kambiwá en la lista de lenguas inclasificables por falta de datos que permitan una clasificación adecuada.